# Adriana De Martin
Adriana De Martin (2 aprile 1992) è una calciatrice italiana, di ruolo attaccante.

## Carriera

### Club
Adriana De Martin si appassiona al calcio fin da giovanissima e decide di tesserarsi con il Vittorio Veneto, società dove gioca sia nelle formazioni giovanili che nella squadra titolare, contribuendo grazie alle sue prestazioni nel reparto offensivo alla scalata di categoria, dalla Serie C regionale dalla quale viene promossa al termine della stagione 2009-2010, per giocare in Serie B regionale e, nuovamente vinta dopo una sola stagione, in Serie A2 al termine del campionato 2010-2011. Dopo quattro stagioni in cadetteria tra A2 e B, quest'ultimo ridiventato secondo livello del campionato italiano femminile di calcio dal campionato 2014-2015, riesce a portare la sua squadra alla storica promozione in Serie A.

## Palmarès

### Club
- Campionato italiano di Serie B: 1

Vittorio Veneto: 2014-2015